# Witterswil
Witterswil es una comuna suiza del cantón de Soleura, situada en el distrito de Dorneck. Limita al norte con la comuna de Biel-Benken (BL), al este con Therwil (BL) y Ettingen (BL), al sur con Hofstetten-Flüh, y al oeste con Bättwil.